# Italiaanse middelste groene kikker
Italiaanse middelste groene kikker (Rana kl hispanica) is een kikker uit de familie echte kikkers (Ranidae). De soort werd voor het eerst wetenschappelijk beschreven door Karel Lucien Bonaparte in 1839.

## Uiterlijke kenmerken
De kikker wordt niet als echte soort gezien omdat het een kruising is van twee andere soorten; de Italiaanse poelkikker (Rana bergeri) en de meerkikker (Rana ridibunda). De hybride lijkt ook uiterlijk op een kruising van de twee, vooral als het gaat om de verschillende lichaamsverhoudingen, de kikker wordt iets groter dan de Italiaanse poelkikker, ongeveer 6 tot 7,5 cm. De kleur is geelgroen tot lichtbruin, met twee duidelijk zichtbare dorsolaterale lijsten (de huidplooien aan weerszijden van de rug), en een lichtere groen tot gele streep op het midden van de rug. De gehele bovenzijde van de rug heeft een duidelijk luipaardpatroon van donkerbruine tot zwarte vlekken, de bovenzijde van de poten zijn gebandeerd. De binnenzijde van de dijen heeft vele lichte, witte tot gele vlekjes.

## Algemeen
De Italiaanse middelste groene kikker komt voor in vrijwel geheel Italië, exclusief de uiterst noordelijkste strook en inclusief Sicilië, op Sardinië komt het klepton niet voor. Vermoed wordt dat ook in het noordwesten van voormalig Joegoslavië populaties te vinden zijn. De hybride plant zich voort met de Italiaanse poelkikker, omdat de meerkikker, de andere oudersoort, in grote delen van het verspreidingsgebied niet voorkomt. In grote delen van Italië zijn alleen de Italiaanse poelkikker en het klepton de enige twee kikkers die voorkomen.
Veel zaken, zoals de voortplanting, de paarroep en levenswijze van deze vrij onbekende kikker zijn nog onvoldoende onderzocht.